# Scatopsciara
Scatopsciara is een muggengeslacht uit de familie van de rouwmuggen (Sciaridae).

## Soorten
- S. actuosa (Johannsen, 1912)
- S. acuta (Johannsen, 1912)
- S. andrei Menzel, 2006
- S. antefluviatilis Mohrig & Röschmann, 1994
- S. atomaria (Zetterstedt, 1851)
- S. brevicornis (Zetterstedt, 1851)
- S. buccina Mohrig & Mamaev, 1985
- S. bucera Rudzinski, 1994
- S. calamophila Frey, 1948
- S. cunicularius (Lengersdorf, 1943)
- S. curviforceps (Bukowski & Lengersdorf, 1936)
- S. curvilinea (Lengersdorf, 1934)
- S. dendrotica Steffan, 1968
- S. dentifera (Frey, 1936)
- S. dicuspidata Mohrig & Antonova, 1978
- S. edwardsi Freeman, 1983
- S. fluviatiliformis Mohrig & Mamaev, 1987
- S. fluviatilis (Lengersdorf, 1940)
- S. fritzi Mohrig & Menzel, 1992
- S. gabyae (Heller, 1998)
- S. geophila (Tuomikoski, 1960)
- S. gracilipennis (Lengersdorf, 1942)
- S. latiptera Rudzinski, 1995
- S. maroccoensis Mohrig & Jaschhof, 1997
- S. morionella (Holmgren, 1883)
- S. multispina (Bukowski & Lengersdorf, 1936)
- S. nacta (Johannsen, 1912)
- S. nana (Winnertz, 1871)

- S. neglecta Menzel & Mohrig, 1998
- S. paradoxa (Frey, 1948)
- S. platyventralis (Lengersdorf, 1957)
- S. postgeophila Mohrig & Menzel, 1992
- S. pusilla (Meigen, 1818)
- S. radialis (Shaw, 1934)
- S. simillima (Tuomikoski, 1960)
- S. subapicalis (Rudzinski, 1993)
- S. subarmata Mohrig & Mamaev, 1983
- S. subbuccina Mohrig & Hövemeyer, 1992
- S. subcalamophila Menzel & Mohrig, 1991
- S. subciliata Tuomikoski, 1960
- S. tenuicornis (Lengersdorf, 1932)
- S. tricuspidata (Winnertz, 1867)
- S. ventrospinula Mohrig & Mamaev, 1983
- S. vitripennis (Meigen, 1818)
- S. vivida (Winnertz, 1867)
- S. weiperti Menzel & Mohrig, 1991